# Saint-Christophe-à-Berry
Saint-Christophe-à-Berry é uma comuna francesa na região administrativa de Altos da França, no departamento de Aisne. Estende-se por uma área de 7,78 km². Em 2010 a comuna tinha 452 habitantes (densidade: 58,1 hab./km²).